# Camille Laverdière
Camille Laverdière, né le 29 septembre 1927 à Waterville et mort le 26 novembre 2020 à Chambly,, est un géographe, professeur et poète québécois.

## Biographie
Camille Laverdière est professeur retraité du département de géographie de l'Université de Montréal. Il était également directeur de la Revue géographie de Montréal devenue ensuite Géographie physique, puis Quarternaire,.
Passionné de géographie, de géologie, de géodésie, de cartographie, de topographie et de toponymie, Laverdière fait paraitre plusieurs recueils de poésie dont Québec nord/américain, (Éditions du Nouveau-Québec, 1971), Glaciel (Fides, 1974), De pierre des champs (Fides, 1976), Jamésie (Éditions du Noroît, 1981), Ce cri laurentique (Éditions du Noroît, 1983) ainsi que Ce froid longuement descendu (Écrits des Forges, 1995),,,.
Il publie également deux récits, soit iAlbert Peter Low : le découvreur du Nouveau-Québec (XYZ, 2003) ainsi que Le sieur de Roberval, Jean-François de LaRocque (Éditions JCL, 2005),.
En collaboration avec Pierre Couture, il publie Jacques Rousseau. La science des livres et des voyages. (XYZ, 2000),.
Il est l'un des fondateurs de l'Association professionnelle des géographes du Québec, de l'Association québécoise pour l'étude du Quarternaire ainsi que de l'Association québécoise de spécialistes en sciences du sol,.
Laverdière était également secrétaire de l'Association des professeurs de français du Québec ainsi que membre de l'Association canadienne-française pour l'avancement des sciences.
Sa collection de diapositives est cédée à la Direction des bibliothèques de l'Université de Montréal.
En 2013, Camille Laverdière est récipiendaire de la Médaille d'honneur de l'Assemblée nationale.

## Œuvres

### Poésie
- Québec nord/américain, Montréal, Éditions du Nouveau-Québec, 1971, 80 p.
- Glaciel, Montréal, Fides, 1974, 99 p. (ISBN 0775505064)
- De pierre des champs, Montréal, Fides, 1976, 102 p.
- Autres fleurs de gel, avec des aquarelles de Nicole Carette, Montréal, Fides, 1978, 105 p. (ISBN 0775507121)
- Jamésie, accompagnée de six bois gravés et d'une gaufrure de René Derouin, Montréal, Éditions du Noroît, 1981, 1 emboîtage.
- Ce cri laurentique, avec cinq eaux-fortes de Richard Lacroix, Montréal, Éditions du Noroît, 1983, 100 p. (ISBN 2890180778)
- Ce froid longuement descendu, Trois-Rivières, Écrits des Forges, 1995, 124 p. (ISBN 2-89046-361-3)

### Récits
- Albert Peter Low : le découvreur du Nouveau-Québec, Montréal, XYZ, 2003, n.p. (ISBN 2892613825 et 9782892613827)
- Le sieur de Roberval, Jean-François de LaRocque, Chicoutimi, Éditions JCL, 2005, 158 p. (ISBN 2-89431-342-X)

## Prix et honneurs
- 2013 - Récipiendaire : Médaille d'honneur de l'Assemblée nationale[5]